# Francesco Maria Richini
Francesco Maria Richini (o Ricchino, Ricchini o Righini) (Milán 9 de febrero de 1584 - Milán, 24 de abril de 1658), también conocido como Francesco Maria Ricchino, fue un arquitecto italiano. Maestro de obras del Duomo de Milán desde el año 1605 y autor de numerosas iglesias y edificios en toda la provincia de Milán, fue el exponente más notable de una dinastía de ingenieros y arquitectos milaneses, iniciada por su padre Bernardo (ca, 1549-1639) y concluida a finales del Settecento con un tardío bisnieto.

## Biografía
La obra de Richino nunca fue estudiada adecuadamente, pero parece que cuando un día se pueda hacer un balance, el premio por ser el arquitecto italiano más imaginativo y talentoso de principios del Seicento  recaerá en Richino y no en Maderno.
L'opera del Ricchino non fu mai studiata adeguatamente, ma sembra che quando un giorno si potrà redigere un bilancio, il premio per essere stato il più fantasioso e il più dotato architetto italiano dell'inizio del Seicento andrà al Ricchino piuttosto che al Maderno
Rudolf Wittkower

Richini completó su formación artística en Roma, llevando de vuelta a Milán el gusto y la cultura barrocos romanos, fastuosos, exuberantes y escenográficos, atemperados por la influencia palladiana y por el clasicismo milanés de finales del Cinquecento. Con la iglesia de San Giuseppe, la primera obra que se le encomendó, determinó la superación del manierismo académico en boga en ese momento en Lombardía y combinó dos módulos de planta central griega para formar una planta longitudinal, creando uno de los modelos más populares en los siglos siguientes.
Autor de una vasta producción arquitectónica, en su mayor parte perdida, entre sus obras en el ámbito civil se encuentran el patio y la fachada de  Ca' Granda, el palacio de Brera (parte del colegio jesuita homónimo) y su patio con arcos sobre dobles columnas, y el Colegio Helvético, entre los primeros edificios barrocos que presentaron una fachada cóncava. Estuvo entre los principales arquitectos del primer barroco italiano y fue sin duda el más influyente y famoso del Seicento  lombardo y para encontrar otra figura de tanta importancia en la escena lombarda habrá que esperar a la llegada de Piermarini.

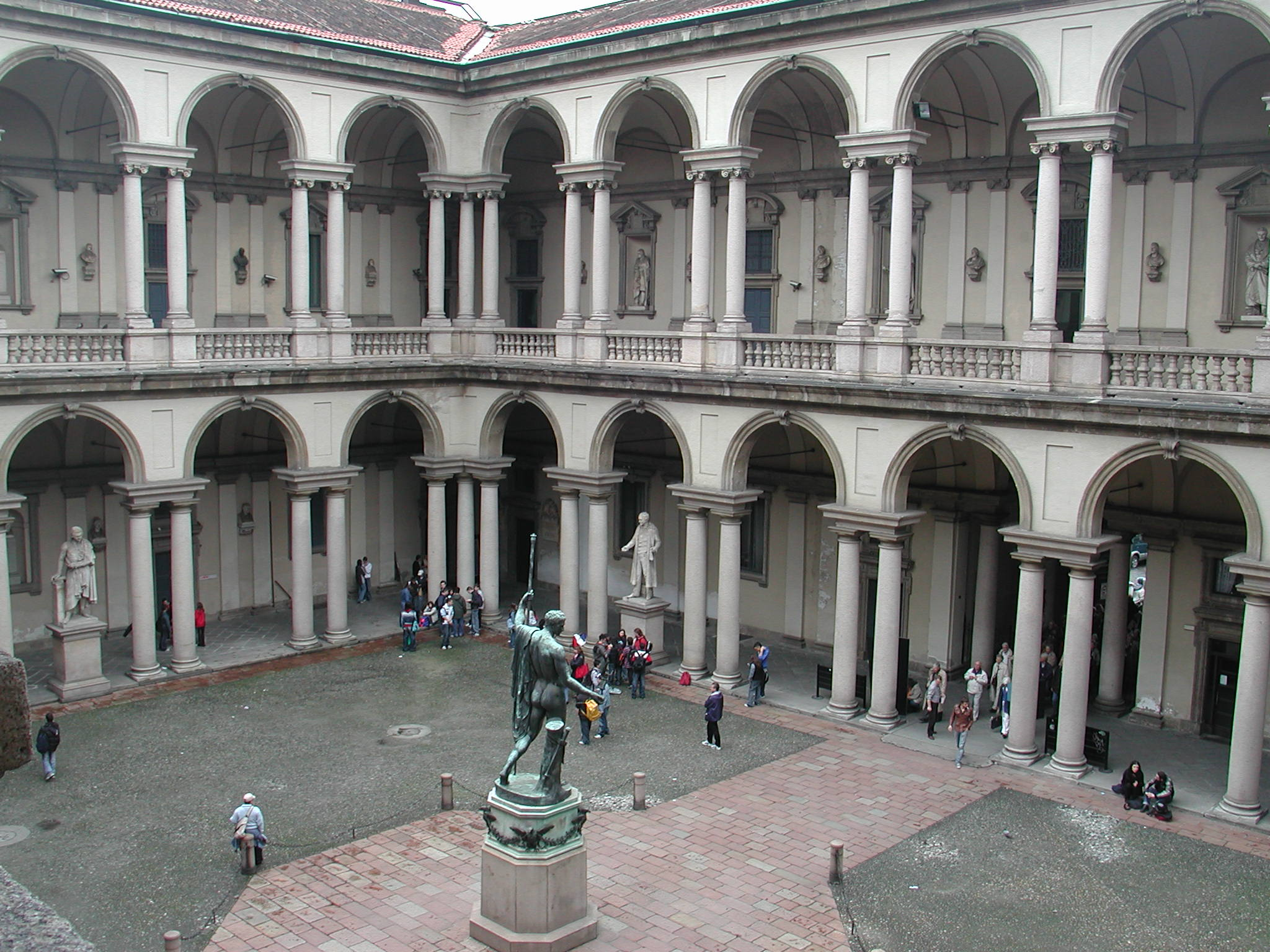
Pinacoteca Brera
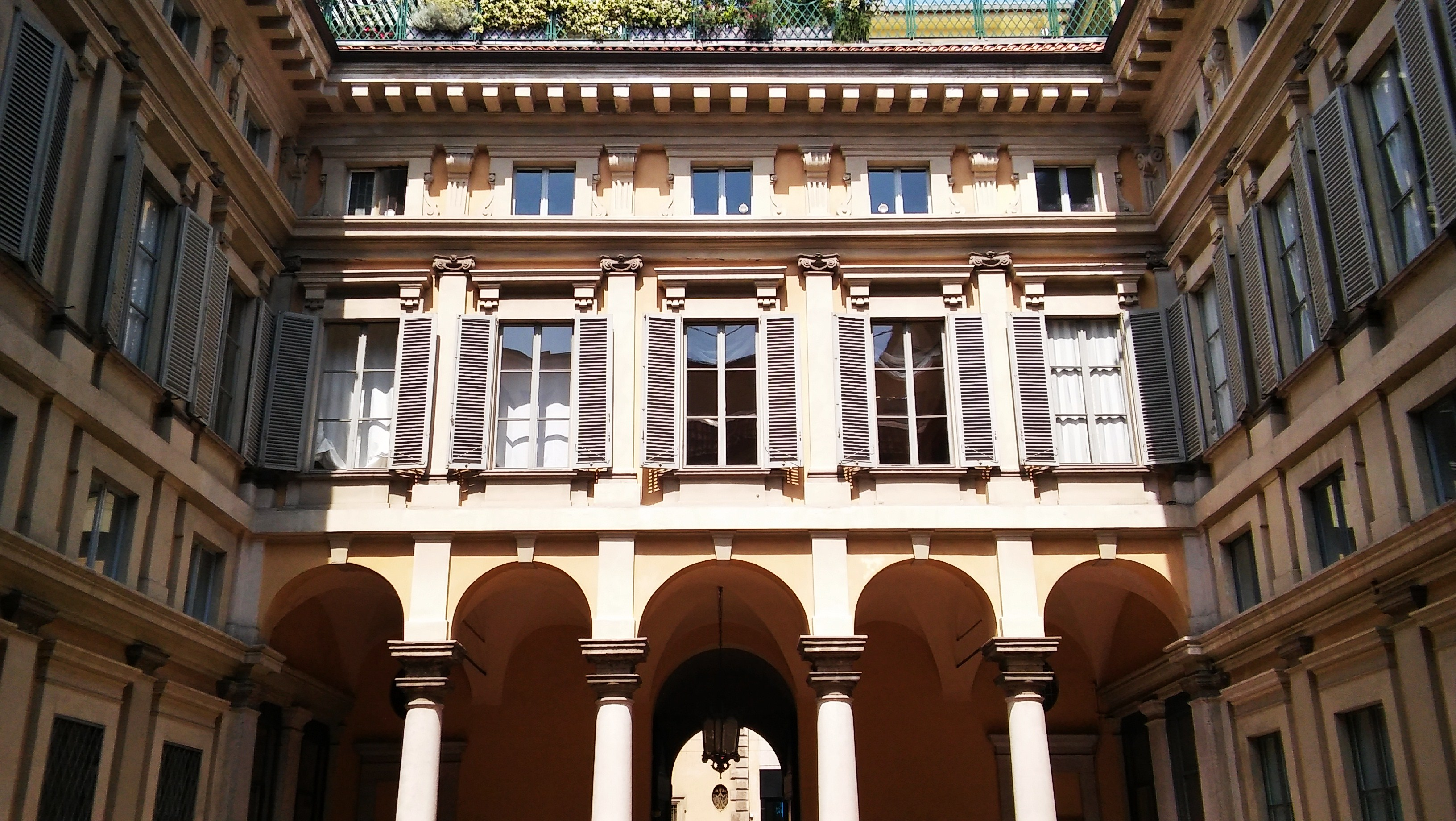
Cortile di palazzo Annoni
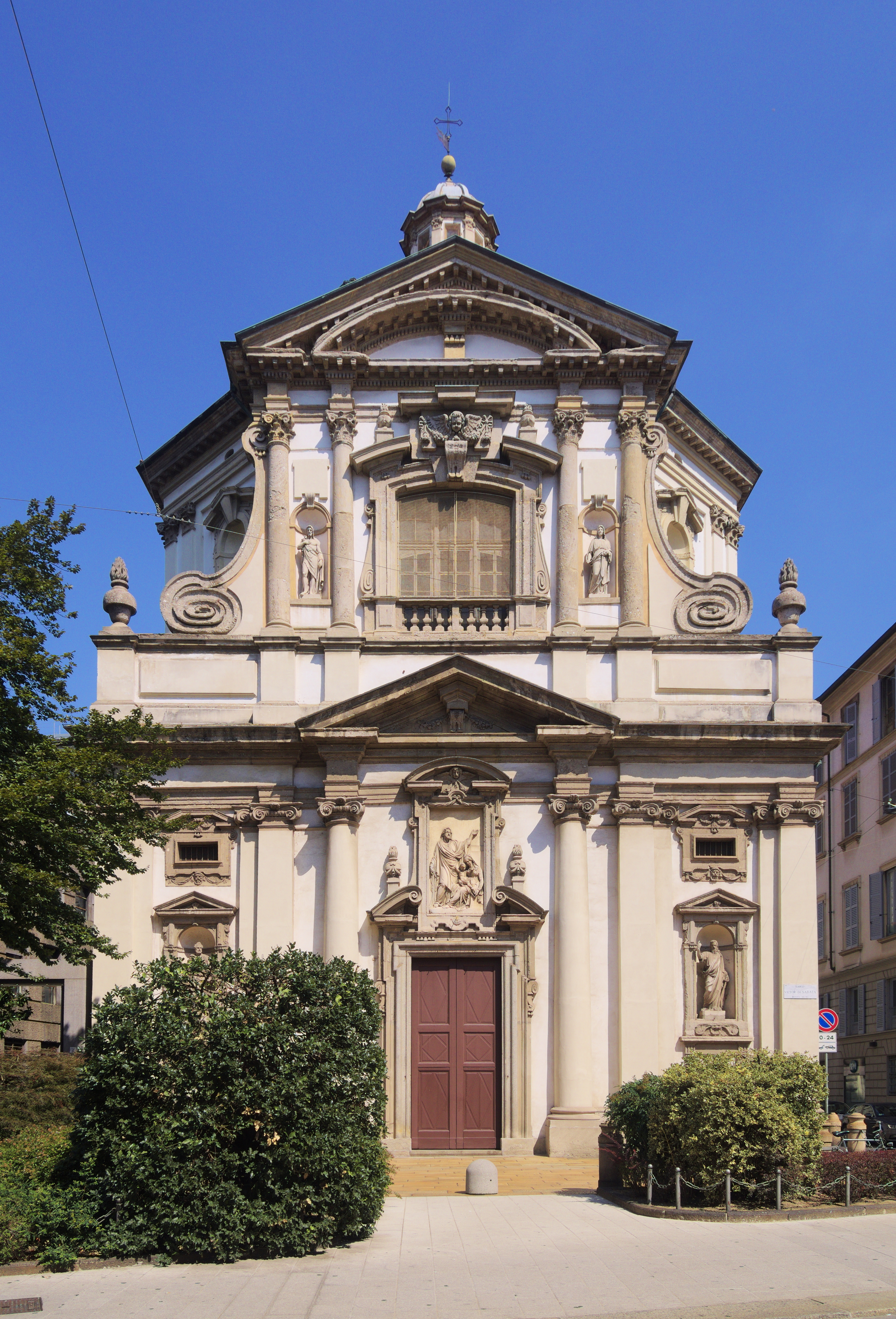
Fachada de la iglesia de San Giuseppe (1607-1630)
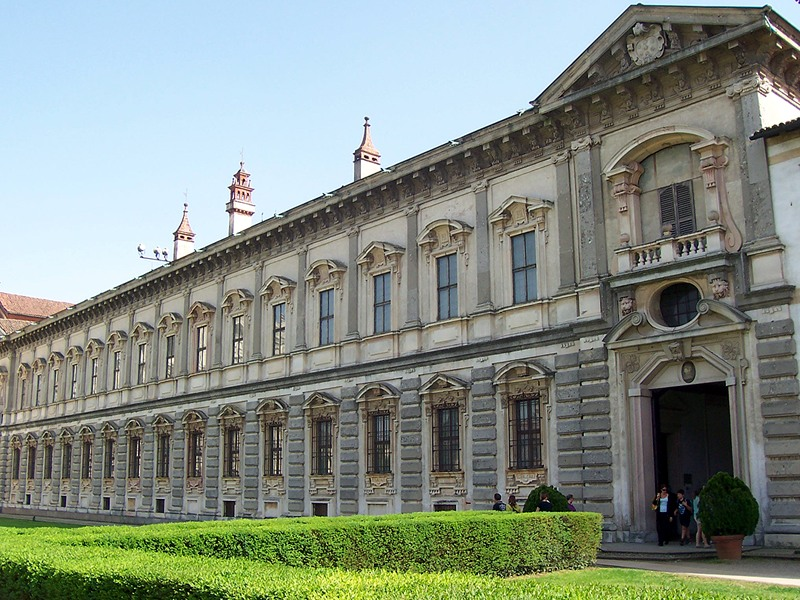
Palacio ducal (1625), Certosa di Pavia
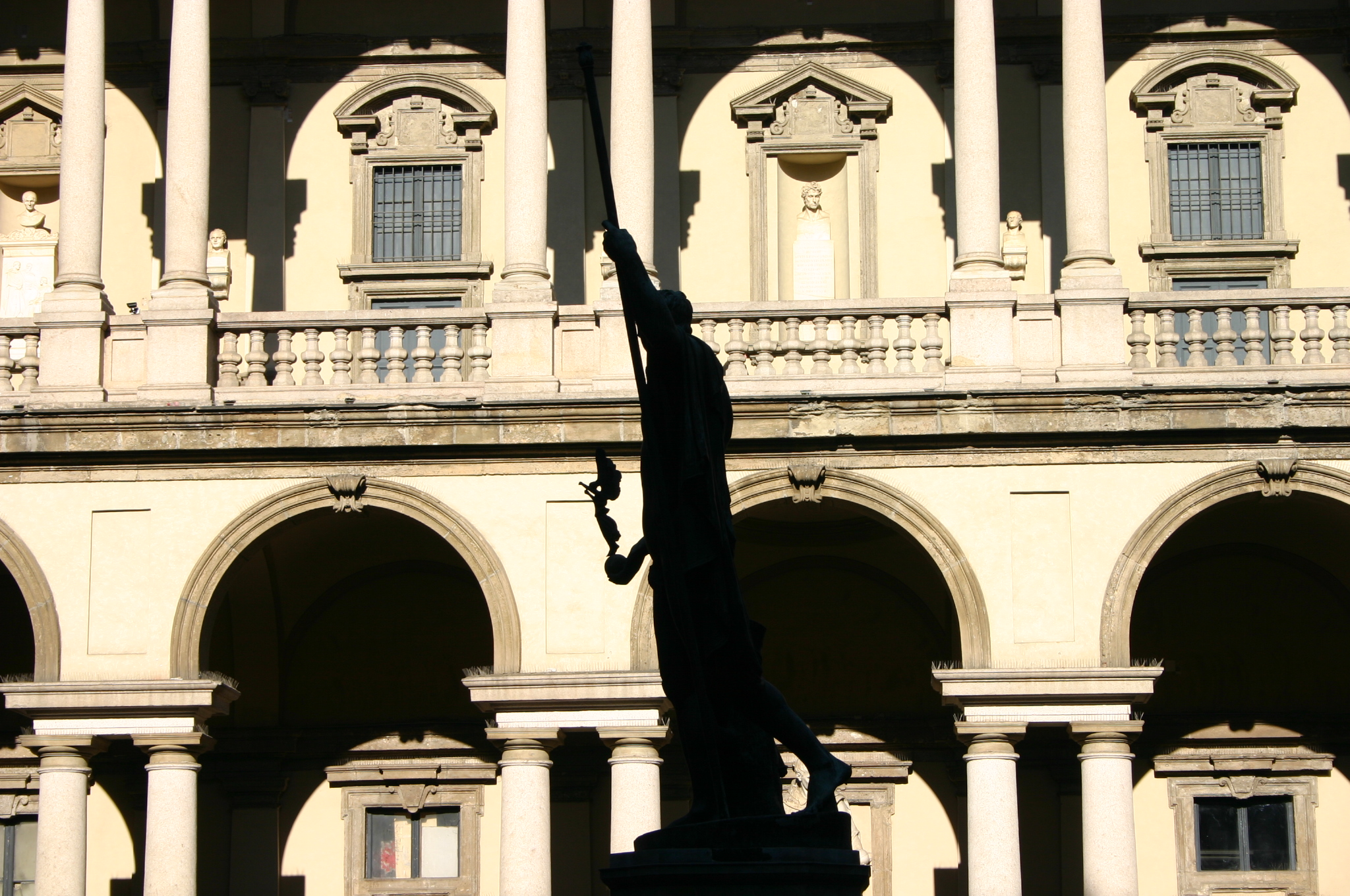
Detalle del patio de Brera

## Obras
- Obras en Milán:
  - Producción civil:
    - Palazzo di Brera, antiguo colegio de los jesuitas, actual sede de la Pinacoteca de Brera
    - fachada y patio de Cà Granda
    - Collegio Elvetico  (actual Archivo Estatal)
    - Palazzo Annoni
    - Palazzo Archinto
    - Palazzo Durini
    - Palazzo Litta (casi completamente rehecho en el siglo XVIII, todavía conserva el patio)
    - Palazzo Sormani

  - Producción religiosa:
    - Diversos proyectos para la fachada de la catedral de Milán
    - iglesia de Sant'Alessandro in Zebedia (fachada)
    - iglesia de San Bartolomeo vecchia
    - iglesia de los Santos Cosma e Damiano alla Scala (rihecha, demolida)
    - iglesia de San Fedele, intervención final
    - Oratorio di San Giacomo delle Vergini Spagnole (demolida)
    - iglesia de San Giorgio al Palazzo
    - iglesia de San Giovanni alle Quattro Facce (demolida)
    - iglesia de San Giovanni Decollato alle Case Rotte (demolida)
    - iglesia de San Giuseppe
    - iglesia de Santa Maria alla Porta
    - iglesia de Santa Maria in Brera (restructuración; 1572)
    - iglesia de Santa Maria Segreta, (demolida)
    - iglesia de Santa Maria de Loreto o de Santa Marta[3]
    - iglesia de San Pietro in Cornaredo (demolida)
    - Oratorio di Santa Pelagia (demolida)
    - iglesia de San Vittore al Teatro (demolida)
    - Colonna del Verziere
- Otros lugares:
  - Producción civil:
    - Cinisello, Villa Ghirlanda Silva
    - Corbetta, Villa Frisiani Mereghetti
    - Lago Maggiore, Isola Bella, proyecto para el palazzo Borromeo (pare sia realizzato su suo disegno il salone, planimetricamente impostato su una pianta centrale quadrilobata)
    - Pavia, Almo Collegio Borromeo
    - Vittuone, Villa Resta Mari

  - Producción religiosa:
    - Abbiategrasso, iglesia de San Bernardino
    - Albairate, iglesia de San Bernardo al camposanto
    - Arona, Sacro Monte di San Carlo, iglesia de San Carlo
    - Busto Arsizio, iglesia de San Michele Arcangelo
    - Busto Arsizio, Basilica di San Giovanni Battista
    - Busto Garolfo, fachada de la iglesia del Salvatore e Santa Margherita d'Antiochia di Pisidia (demolida)
    - Cartuja de Pavía, foresteria o palacio ducal
    - Corbetta, iglesia de Sant'Ambrogio
    - Corbetta, Soriano, iglesia de San Bernardo (atribuida)
    - Crema, iglesia de San Benedetto abate[4]
    - Crema, iglesia de Sant'Agostino (demolida)[5]
    - Cuggiono, iglesia de San Giorgio Martire
    - Gaggiano, iglesia de Sant'Invenzio
    - Legnano, basilica di San Magno
    - Legnano, iglesia de la Natividad de Maria
    - Miasino, iglesia de San Rocco
    - Pavia, iglesia de los Santos Giacomo e Filippo